# Список трас Формули-1
Список трас чемпіонатів Формули-1 з сезону 1950 по сезон 2010 року.
Всього в чемпіонатах світу було представлено (або будуть представлені у сезоні 2011 року) 68 різних трас, починаючи від Сільверстоуна в першому заліковому Гран-прі (Великої Британії 1950).

## A-B
| Траса                         | Траса        | Місце      | Гран-прі                                  | Сезони                                                          | Всього | Схема        |
| ----------------------------- | ------------ | ---------- | ----------------------------------------- | --------------------------------------------------------------- | ------ | ------------ |
| A1-Ring                       | А1-Ринг      | Шпільберг  | Гран-прі Австрії                          | 1997–2003                                                       | 7      | А1-Ринг      |
| Adelaide                      | Аделаїда     | Аделаїда   | Гран-прі Австралії                        | 1985–1995                                                       | 11     | Аделаїда     |
| Ain-Diab                      | Айн-Діаб     | Касабланка | Гран-прі Марокко                          | 1958                                                            | 1      | Айн-Діаб     |
| Aintree                       | Ейнтрі       | Ліверпуль  | Гран-прі Великої Британії                 | 1955, 1957, 1959, 1961–1962                                     | 5      | Ейнтрі       |
| Albert Park                   | Альберт-Парк | Мельбурн   | Гран-прі Австралії                        | 1996–2010                                                       | 15     | Альберт-Парк |
| AVUS                          | АФУС         | Берлін     | Гран-прі Німеччини                        | 1959                                                            | 1      | АФУС         |
| Bahrain International Circuit | Сахір        | Сахір      | Гран-прі Бахрейну                         | 2004-2010                                                       | 7      | Бахрейн      |
| Circuito da Boavista          | Боавішта     | Порту      | Гран-прі Португалії                       | 1958, 1960                                                      | 2      | Боавішта     |
| Brands Hatch                  | Брендс-Гетч  | Кент       | Гран-прі Великої Британії Гран-прі Європи | 1964, 1966, 1968, 1970, 1972, 1974, 1976, 1978, 1980, 1982–1986 | 14     | Брендс-Гетч  |
| Circuit Bremgarten            | Бремгартен   | Берн       | Гран-прі Швейцарії                        | 1950–1954                                                       | 5      | Бремгартен   |
| Bugatti au Mans               | Бугатті      | Ле-Ман     | Гран-прі Франції                          | 1967                                                            | 1      | Бугатті      |

## C-E
| Траса                         | Траса          | Місце          | Гран-прі                            | Сезони                            | Всього | Схема          |
| ----------------------------- | -------------- | -------------- | ----------------------------------- | --------------------------------- | ------ | -------------- |
| Caesar's Palace               | Цезарс Палас   | Лас-Вегас      | Гран-прі Лас-Вегаса                 | 1981–1982                         | 2      | Цезар Палас    |
| Circuit de Catalunya          | Каталунья      | Барселона      | Гран-прі Іспанії                    | 1991–2010                         | 20     | Каталунья      |
| Circuit Charade               | Клермон-Ферран | Клермон-Ферран | Гран-прі Франції                    | 1965, 1969–1970, 1972             | 4      | Клермон-Ферран |
| Detroit street circuit        | Детройт        | Детройт        | Гран-прі США Гран-прі Детройта      | 1982–1988                         | 4      | Детройт        |
| Dijon-Prenois                 | Діжон          | Діжон          | Гран-прі Франції Гран-прі Швейцарії | 1974, 1977, 1979, 1981–1982, 1984 | 6      | Діжон          |
| Donington Park                | Донінгтон      | Лестершир      | Гран-прі Європи                     | 1993                              | 1      | Донингтон      |
| Autodromo Enzo e Dino Ferrari | Імола          | Імола          | Гран-прі Сан-Марино Гран-прі Італії | 1980–2006                         | 26     | Імола          |
| Autódromo do Estoril          | Ешторіл        | Ешторіл        | Гран-прі Португалії                 | 1984–1996                         | 13     | Ешторіл        |